# Boardgames Australia Awards
Der Boardgames Australia Award ist ein seit 2008 verliehener Preis der 2007 gegründeten Boardgames Australia. Der Preis wird in drei Kategorien verliehen: Bestes internationales Spiel, bestes australisches Spiel (von einem australischen Staatsbürger oder Autor mit ständigem Wohnsitz in Australien) und bestes Kinderspiel.

## Preisträger

### Bestes Internationales Spiel
Für die Nominierung sind folgende Kriterien entscheidend:
- Das Spiel hat klare und nicht übermäßig komplexe Regeln
- Es hält das Interesse der Spieler während des Spiels aufrecht
- Es bietet die Möglichkeit, interessante Entscheidungen zu treffen oder kluge und fantasievolle Dinge zu tun
- Es lädt ein, immer wieder gespielt zu werden
- Es belohnt Fähigkeiten, hat aber genügend Glückselemete oder ein Handicap-System, um jedem Familienmitglied eine Chance auf den Gewinn zu geben
- Es hat robuste und attraktive Komponenten
- Es stellt ein gutes Preis-Leistungs-Verhältnis dar
- Es unterscheidet sich von anderen Spielen
- Es hat eine überschaubare Spielzeit (idealerweise unter 90 Minuten)
- Es ist gut mit unterschiedlicher Anzahl von Spielern spielbar (ideal für 2 bis 6 Spieler)

| Jahr    | Gewinner  | Spiel                                 | Autor(en)                                             | Verlag                            |
| ------- | --------- | ------------------------------------- | ----------------------------------------------------- | --------------------------------- |
| 2008    |           | 10 Days in Asia                       | Alan R. Moon und Aaron Weissblum                      | Out of the Box                    |
| 2008    |           | Chang Cheng                           | Walter Obert                                          | HUCH!                             |
| 2008    |           | Notre Dame                            | Stefan Feld                                           | Ravensburger/alea                 |
| 2008    |           | Portobello Market                     | Thomas Odenhoven                                      | Schmidt Spiele                    |
| 2008    |           | Qwirkle                               | Susan McKinley Ross                                   | MindWare                          |
| 2008    |           | Thebes                                | Peter Prinz                                           | Queen Games                       |
| 2008    |           | Vikings                               | Michael Kiesling                                      | Hans im Glück                     |
| 2008    |           | Zooloretto                            | Michael Schacht                                       | Abacusspiele                      |
| 2009    |           | Pandemic                              | Matt Leacock                                          | Z-Man Games                       |
| 2009    |           | Aquaretto                             | Michael Schacht                                       | Abacusspiele                      |
| 2009    |           | Fast Flowing Forest Fellers           | Friedemann Friese                                     | 2F-Spiele                         |
| 2009    |           | Ilium                                 | Reiner Knizia                                         | Playroom Entertainment            |
| 2009    |           | Master Labyrinth                      | Max J. Kobbert                                        | Ravensburger                      |
| 2009    |           | Metropolys                            | Sébastien Pauchon                                     | Ystari Games                      |
| 2009    |           | Oregon                                | Henrik Berg, Åse Berg                                 | Hans im Glück                     |
| 2009    |           | Pick & Pack                           | Simon Hunt                                            | YOKA Games                        |
| 2009    |           | Red November                          | Bruno Faidutti, Jef Gontier                           | Arclight                          |
| 2009    |           | Ticket to Ride: the card game         | Alan R. Moon                                          | Days of Wonder                    |
| 2009    |           | Witch’s Brew                          | Andreas Pelikan                                       | Ravensburger/alea                 |
| 2010    |           | Dice Town                             | Bruno Cathala, Ludovic Maublanc                       | Matagot                           |
| 2010    |           | Abandon Ship                          | Reiner Knizia                                         | Alderac Entertainment Group       |
| 2010    |           | The Adventurers                       | Guillaume Blossier, Frédéric Henry                    | Alderac Entertainment Group       |
| 2010    |           | Bridge Troll                          | Alf Seegert                                           | Pegasus Spiele, Z-Man Games       |
| 2010    |           | Cyclades                              | Bruno Cathala, Ludovic Maublanc                       | Matagot                           |
| 2010    |           | Finca                                 | Wolfgang Sentker, Ralf zur Linde                      | Hans im Glück                     |
| 2010    |           | Macao                                 | Stefan Feld                                           | Ravensburger/alea                 |
| 2010    |           | Pack & Stack                          | Bernd Eisenstein                                      | Kosmos                            |
| 2010    |           | Roll Through the Ages: the Bronze Age | Matt Leacock                                          | Eagle-Gryphon Games               |
| 2010    |           | Small World                           | Philippe Keyaerts                                     | Days of Wonder                    |
| 2010    |           | Tobago                                | Bruce Allen                                           | Zoch Verlag                       |
| 2011/12 |           | Cargo Noir                            | Serge Laget                                           | Days of Wonder                    |
| 2011/12 |           | 7 Wonders                             | Antoine Bauza                                         | Repos Production                  |
| 2011/12 |           | The Adventurers: the Pyramid of Horus | Guillaume Blossier, Frédéric Henry                    | Dust Games, Edge Entertainment    |
| 2011/12 |           | Forbidden Island                      | Matt Leacock                                          | Gamewright                        |
| 2011/12 |           | Hawaii                                | Greg Daigle                                           | Hans im Glück                     |
| 2011/12 |           | Kingdom Builder                       | Donald X. Vaccarino                                   | Queen Games                       |
| 2011/12 |           | Quarriors!                            | Mike Elliot, Eric M. Lang                             | WizKids, Arclight, Intrafin Games |
| 2011/12 |           | Takenoko                              | Antoine Bauza                                         | Bombyx / Matagot                  |
| 2011/12 |           | Tschak!                               | Dominique Ehrhard                                     | GameWorks SàRL                    |
| 2013    |           | Guildhall                             | Hope Hwang                                            | Alderac Entertainment Group       |
| 2013    |           | Divinaire                             | Brett Gilbert                                         | Asmodee                           |
| 2013    |           | Dominant Species – The Card Game      | Chad Jensen                                           | GMT Games                         |
| 2013    |           | King of Tokyo                         | Richard Garfield                                      | IELLO                             |
| 2013    |           | Sewer Pirats                          | Andreas Pelikan                                       | Heidelberger Spieleverlag         |
| 2014    |           | Bruges                                | Stefan Feld                                           | Z-man                             |
| 2014    |           | Thebes: The Tomb Raiders              | Peter Prinz                                           | Queen Games                       |
| 2014    |           | Bang! The Dice Game                   | Michael Palm, Lukas Zach                              | dv Giochi                         |
| 2015    |           | Sheriff of Nottingham                 | Sérgio Halaba, Bryan Pope, Benjamin Pope & André Zatz | Arcane Wonders                    |
| 2015    |           | Machi Koro                            | Masao Suganuma                                        | Kosmos                            |
| 2015    |           | Camel Up                              | Steffen Bogen                                         | Eggertspiele / Pegasus Spiele     |
| 2016    |           | Codenames                             | Vlaada Chvátil                                        | Czech Games Edition               |
| 2016    | Stockpile | Brett Sobol & Seth Van Orden          | Nauvoo Games                                          |                                   |
| 2017    |           | Oceanos                               | Antoine Bauza                                         | IELLO                             |
| 2017    |           | Agricola Family Edition               | Uwe Rosenberg                                         | Mayfair Games                     |
| 2017    |           | Not Alone                             | Ghislain Masson                                       | Geek Attitude Games               |
| 2018    |           | Azul                                  | Michael Kiesling                                      | Plan B Games                      |
| 2018    |           | Century: Spice Road                   | Emerson Matsuuchi                                     | Plan B Games                      |
| 2018    |           | Downforce                             | Rob Daviau, Justin D. Jacobson & Wolfgang Kramer      | Restoration Games                 |
| 2018    |           | Kingdomino                            | Bruno Cathala                                         | Blue Orange                       |
| 2018    |           | Word Slam                             | Inka und Markus Brand                                 | Kosmos                            |

### Bestes Kinderspiel
Für die Nominierung sind folgende Kriterien entscheidend:
- Das Spiel hat Regeln, die klar und einfach sind
- Es ermöglicht Spielern, das Gefühl zu haben, während des Spiels clevere oder aufregende Dinge getan zu haben
- Es kann oft mit Genuss wiederholt werden
- Es fördert die Interaktion, insbesondere die Zusammenarbeit mit den anderen Akteuren
- Es ist so konzipiert, dass Spieler jeden Alters Zeit miteinander verbringen können
- Es hat robuste und attraktive Komponenten
- Es stellt ein gutes Preis-Leistungs-Verhältnis dar
- Es unterscheidet sich von anderen Spielen
- Es hat eine überschaubare Spielzeit, die dem Alter der Spieler entspricht
- Es ist gut mit unterschiedlicher Anzahl von Spielern spielbar (idealerweise für 2 bis 6 Spieler).

Die Spiele müssen in mindestens zwei australischen Großstädten oder online bei einem australischen Händler im Jahr vor der Auszeichnung erhältlich sein. Sie müssen für sich alleine spielbar sein. also nicht als Erweiterung zu einem Basis-Spiel.
| Jahr    | Gewinner | Spiel                         | Autor(en)                                    | Verlag                 | Spieldauer    |
| ------- | -------- | ----------------------------- | -------------------------------------------- | ---------------------- | ------------- |
| 2008    |          | Quoridor Kid                  | Mirko Marchesi                               | Gigamic                | 10 Minuten    |
| 2008    |          | Bingory                       |                                              | Blue Orange Games      | 10 Minuten    |
| 2008    |          | The Black Pirate              | Guido Hoffmann                               | Haba                   | 15 Minuten    |
| 2008    |          | Codebreaker                   |                                              | DoubleStar, LLC        | 25 Minuten    |
| 2008    |          | Cogno: Alien Adventure        | Stuart Montaldo                              | DoubleStar, LLC        | keine Angabe  |
| 2008    |          | Froggy Boogie                 | Thierry Denoual                              | Blue Orange Games      | 15 Minuten    |
| 2008    |          | Gumball Rally                 | Ted Cheatham                                 | Z-Man Games            | 20 Minuten    |
| 2009    |          | Viva Topo!                    | Manfred Ludwig                               | Rio Grande Games       | 20 Minuten    |
| 2009    |          | Blokus 3D                     | Stefan Kogl                                  | Educational Insights   | 15 Minuten    |
| 2009    |          | Double Shutter Junior         | Thierry Denoual                              | Blue Orange Games      | 15 Minuten    |
| 2009    |          | Giro Galoppo                  | Jürgen P. K. Grunau                          | Rio Grande Games       | 20 Minuten    |
| 2009    |          | Hula Hippos                   | Heinz Meister                                | Gamewright             | 10 Minuten    |
| 2009    |          | King Toad                     | Brian Spence, Garrett Donner & Michael Steer | Gamewright             | 15 Minuten    |
| 2009    |          | Spaghetti Junction            |                                              | Orchard Toys           | 20 Minuten    |
| 2009    |          | Whirlpool                     |                                              | Lucris Games           | 5 Minuten     |
| 2010    |          | The Kids of Carcassonne       | Marco Teubner & Klaus-Jürgen Wrede           | Rio Grande Games       | 15 Minuten    |
| 2010    |          | Go Nuts!                      | Garrett Donner, Brian Spence & Michael Steer | Gamewright             | 15 Minuten    |
| 2010    |          | Magic Labyrinth               | Dirk Baumann                                 | Playroom Entertainment | 30 Minuten    |
| 2010    |          | Minotaurus                    |                                              | Lego                   | 30 Minuten    |
| 2010    |          | Ringo Flamingo                | Yakov Kaufman, Yoav Ziv, & Haim Shafir       | Gamewright             | 10 Minuten    |
| 2011/12 |          | Nelly                         | Andreas, Ueli & Lukas Frei                   | Queen Games            | 15 Minuten    |
| 2011/12 |          | Beep!Beep!                    | Reinhard Staupe                              | Valley Games           | 5 Minuten     |
| 2011/12 |          | Lego: Harry Potter Hogwarts   | Cephas Howard & Henk van der Does            | Lego                   | 20 Minuten    |
| 2011/12 |          | Vampires of the Night         | Kirsten Becker & Jens-Peter Schliemann       | Playroom Entertainment | 20 Minuten    |
| 2011/12 |          | Waterlily                     | Dominique Ehrhard                            | GameWorks              | 20 Minuten    |
| 2013    |          | Catan – Junior                | Klaus Teuber                                 | Mayfair Games          | 30–40 Minuten |
| 2013    |          | Rhino Hero                    | Scott Frisco & Steven Strumpf                | Haba                   | 5–15 Minuten  |
| 2014    |          | Three Little Pigs             | Laurent Pouchain                             | IELLO                  | 20 Minuten    |
| 2014    |          | Banjooli Xeet                 | Diego Ibañez                                 | Asylum Games           | 30 Minuten    |
| 2014    |          | Goblins Drool! Fairies Rule!  | David Luis Sanhueza                          | Game Salute            | 15 Minuten    |
| 2015    |          | Doodle Quest                  | Laurent Escoffier & David Franck             | Blue Orange Games      | 15 Minuten    |
| 2016    |          | My First Stone Age            | Marco Teubner                                | Hans im Glück          | 15 Minuten    |
| 2017    |          | Ticket to Ride: First Journey | Alan R. Moon                                 | Days of Wonder         | 30 Minuten    |
| 2017    |          | Go Cuckoo                     | Josep M. Allué & Víktor Bautista i Roca      | Haba                   | 15 Minuten    |
| 2017    |          | Ice Cool                      | Brian Gomez                                  | Brain Games            | 30 Minuten    |
| 2018    |          | Rhino Hero Super Battle       | Scott Frisco, Steven Strumpf                 | Haba                   | 10–20 Minuten |
| 2018    |          | Sparkle Kitty                 | Manny Vega                                   | Breaking Games         | 10–20 Minuten |
| 2018    |          | Tiny Park                     | Marco Teubner                                | Restoration Games      | 10 Minuten    |
| 2019    |          | Dragon’s Breath               | Günter Burkhardt, Lena Burkhardt             | Haba                   | 10–20 Minuten |
| 2019    |          | Concept Kids: Animals         | Gaëtan Beaujannot, Alain Rivollet            | Repos Production       | 20 Minuten    |
| 2019    |          | Magic Maze Kids               | Kasper Lapp                                  | Sit Down!              | 15–25 Minuten |

### Bestes australisches Spiel
| Jahr    | Gewinner | Spiel                                           | Autor(en)                              | Verlag                        |
| ------- | -------- | ----------------------------------------------- | -------------------------------------- | ----------------------------- |
| 2008    |          | Archaeology: the card game                      | Phil Walker-Harding                    | Adventureland Games           |
| 2008    |          | Acronymia                                       | Zeniia – Colin Stott & Darren McMurtry | Divisible by Zero             |
| 2008    |          | Kingdom Quest                                   | Frank Dyksterhuis                      | Dr Wood Challenge Centre      |
| 2008    |          | KogWorks                                        | Frank Dyksterhuis                      | Dr Wood Challenge Centre      |
| 2008    |          | Sorts                                           | Craig Browne                           | Crown and Andrews             |
| 2008    |          | SuDoKu Battle Lines                             | Nick Hatzipantelis                     | Ratkins Games Downunder       |
| 2008    |          | Word Wrangles                                   | Matthew Shallvey                       | Word Wrangles                 |
| 2009    |          | Sorts for Kids!                                 | Craig Browne                           | Crown and Andrews             |
| 2009    |          | Cannonball Colony                               | Phil Walker-Harding                    | Adventureland Games           |
| 2009    |          | Heads of State                                  | Peter Hawes                            | Z-Man Games / Eggert Spiele   |
| 2009    |          | KogWorks                                        | Frank Dyksterhuis                      | Dr Wood Challenge Centre      |
| 2009    |          | Make ‘n’ Break Compact                          | Andrew Lawson & Jack Lawson            | Ravensburger                  |
| 2009    |          | Word Wrangles Game Pack                         | Matthew Shallvey                       | Word Wrangles                 |
| 2010    |          | Make ‘n’ Break Compact                          | Andrew Lawson & Jack Lawson            | Ravensburger                  |
| 2010    |          | Caption if you can!                             | Phil Walker-Harding                    | Adventureland Games           |
| 2010    |          | Heads of State                                  | Peter Hawes                            | Z-Man Games / Eggert Spiele   |
| 2010    |          | Higher or Lower                                 | Greg Middleton                         |                               |
| 2010    |          | Whirlpool                                       |                                        | Lucris Games                  |
| 2010    |          | Word Wrangles Game Pack                         | Matthew Shallvey                       | Word Wrangles                 |
| 2011/12 |          | Dweebies                                        | Tim Roediger                           | Gamewright                    |
| 2011/12 |          | Caption if you can!                             | Phil Walker-Harding                    | Adventureland Games           |
| 2011/12 |          | Cuble                                           | Lawrence Roux                          | Hexalia Games                 |
| 2011/12 |          | Dungeon Raiders                                 | Phil Walker-Harding                    | Adventureland Games           |
| 2011/12 |          | Higher or Lower                                 | Greg Middleton                         |                               |
| 2011/12 |          | Rosetta                                         | Lawrence Roux                          | Hexalia Games                 |
| 2011/12 |          | Viewpoint                                       | Sean Carroll                           | 93 Made Games                 |
| 2013    |          | Dungeon Raiders                                 | Phil Walker-Harding                    | Adventureland Games           |
| 2013    |          | Cuble                                           | Lawrence Roux                          | Hexalia Games                 |
| 2013    |          | Rosetta                                         | Lawrence Roux                          | Hexalia Games                 |
| 2013    |          | Viewpoint                                       | Sean Carroll                           | 93 Made Games                 |
| 2014    |          | Relic Runners                                   | Matthew Dunstan                        | Days of Wonder                |
| 2014    |          | Animalacious                                    | Ross Flemonsz                          | ACIOUSgames                   |
| 2014    |          | Pirates of the Spanish Main: Shuffling the Deck | Bryan Kinsella & Phil Walker-Harding   | WizKids                       |
| 2014    |          | Question Time                                   | Tess Shannon & Libby Blainey           | QuestionTimeGame              |
| 2014    |          | Sushi Go!                                       | Phil Walker-Harding                    | GameWright                    |
| 2015    |          | Sushi Go!                                       | Phil Walker-Harding                    | GameWright                    |
| 2015    |          | Elevenses                                       | David Harding                          | Adventureland Games           |
| 2015    |          | Francis Drake                                   | Peter Hawes                            | Kayal Games                   |
| 2015    |          | Pack of Heroes                                  | Phil Walker-Harding                    | Adventureland Games           |
| 2015    |          | Pyramix                                         | Tim Roediger                           | Gamewright                    |
| 2015    |          | Rise to Power                                   | Allen Chang & Alistair Kearney         | Rule & Make                   |
| 2015    |          | Royals                                          | Peter Hawes                            | ABACUSSPIELE                  |
| 2016    |          | Royals                                          | Peter Hawes                            | ABACUSSPIELE                  |
| 2016    |          | Cacao                                           | Phil Walker-Harding                    | Z-Man Games                   |
| 2016    |          | Cogz                                            | Wesley Lamont                          | RAEZ                          |
| 2016    |          | Elysium                                         | Matthew Dunstan, Brett Gilbert         | Space Cowboys                 |
| 2016    |          | One Zero One                                    | David Harding                          | Grail Games                   |
| 2016    |          | Pyramix                                         | Tim Roediger                           | Gamewright                    |
| 2016    |          | Rise to Power                                   | Allen Chang & Alistair Kearney         | Rule & Make                   |
| 2017    |          | Imhotep                                         | Phil Walker-Harding                    | Kosmos                        |
| 2017    |          | Burger Up                                       | Matthew Parkes                         | Rule & Make                   |
| 2017    |          | Cacao                                           | Phil Walker-Harding                    | Z-Man Games                   |
| 2017    |          | Cogz                                            | Wesley Lamont                          | RAEZ                          |
| 2017    |          | Elysium                                         | Matthew Dunstan, Brett Gilbert         | Space Cowboys                 |
| 2017    |          | One Zero One                                    | David Harding                          | Grail Games                   |
| 2017    |          | Unfair                                          | Joel Finch                             | Good Games Publishing         |
| 2018    |          | Bärenpark                                       | Phil Walker-Harding                    | Lookout Games & Mayfair Games |
| 2018    |          | Burger Up                                       | Matthew Parkes                         | Rule & Make                   |
| 2018    |          | Skyward                                         | Brendan Evans                          | Rule & Make                   |
| 2018    |          | Unfair                                          | Joel Finch                             | Good Games Publishing         |
| 2019    |          | Gizmos                                          | Phil Walker-Harding                    | CMON                          |
| 2019    |          | Gingerbread House                               | Phil Walker-Harding                    | Lookout Games                 |
| 2019    |          | The Great City of Rome                          | Matthew Dunstan, Brett J Gilbert       | Z-Man Games                   |
| 2019    |          | The Stars Align                                 | Sean Fenemore, Matt Radcliffe          | Unstable Games                |
| 2019    |          | Village Pillage                                 | Peter C. Hayward, Tom Lang             | Jellybean Games               |

Anmerkung: In der Zusammenfassung werden teilweise weniger Spiele als in den Detail-Listen genannt.